# Marie Andree-Eysn
Marie Andree-Eysn (Horn, 1847. november 11. – Berchtesgaden, 1929. január 13.) osztrák botanikus, néprajztudós

## Élete
Apja a gazdag kereskedő, Alois Eysn, anyja Anna Eysn volt. Anyja a linzi Florian Pollack vászonkereskedő és Margareta Bunzender lánya volt. A család 1860-ban Salzburgba költözött, ahol Marie Eysn magánórákat kapott, de műveltségét (különösen a botanika területén) autodidakta módon is fejlesztette. Különösen nagy hatást gyakorolt rá Anton Joseph Kernerrel való baráti kapcsolata. A Salzburg melletti területen alpesi növényeket gyűjtött, s virágos növényekből álló herbáriumot hozott létre. 1887 és 1891 közt több, mint 1200 adalékkal támogatta Kerner Schedae ad floram exsiccatam Austro-Hungaricam című művét. Egy algagyűjteményt a Salzburgi Természettudományi Múzeumnak adományozott. A botanikán túl a textilművészet is érdekelte, jelentős csipkegyűjteményt állított össze. Másik érdeklődési területe a történelem volt, részt vett Matthäus Much régész ásatásán a felső-ausztriai Mondsee-tónál. 1906-ban, 56 évesen ment feleségül Richard Andree geográfushoz és néprajzkutatóhoz, akivel annak haláláig, 1912. február 22.-ig Münchenben élt. 1906-ban a katolikus vallásról a protestánsra tért át, ezzel együtt kutatásai irányát is megváltoztatta. A nép vallásos életének emlékeivel kezdett foglalkozni, fogadalmakat s amuletteket gyűjtött. Támogatta férjét Votive and Ordinations of the Catholic People in Southern Germany című munkája megírásában. Saját, a tárggyal foglalkozó munkája, a Folklore from the Bavarian-Austrian Alpine Region 1910-ben jelent meg. Ebben az évben gyűjteménye egy részét a Berlini Néprajzi Múzeumnak adományozta. Az első világháború után az infláció miatt sokat nélkülözött, hogy meg tudjon élni gyűjteménye egy részét eladta. Rupprecht bajor koronaherceg egy lakást adott neki Berchtesgadenben, a Villa Brandholzlehenben, ahol nyugdíjas éveit töltötte.

## Munkái
- 1897 – Ueber alte Steinkreuze und Kreuzsteine in der Umgebung Salzburgs. in: Zeitschrift für österreichische Volkskunde, Bd.3, S.65-79
- 1898 – Hag und Zaun im Herzogthum Salzburg. in: Zeitschrift für österreichische Volkskunde, Bd.4, S.273-283
- 1898 – Botanisches zur Volkskunde. in: Zeitschrift des Vereins für Volkskunde, Bd.8, S.226f
- 1904 – Andree, Richard – Votive und Weihegaben des katholischen Volks in Süddeutschland. Ein Beitrag zur Volkskunde.
- 1910 – Volkskundliches. Aus dem bayrisch-österreichischen Alpengebiet
- 1915 – Der Birnbaum auf dem Walserfelde, in: Bayerische Hefte für Volkskunde, Heft 4, S.13ff[8]

## Fordítás
- Ez a szócikk részben vagy egészben  a   Marie Andree-Eysn című német Wikipédia-szócikk ezen változatának fordításán alapul.  Az eredeti cikk szerkesztőit annak laptörténete sorolja fel. Ez a jelzés csupán a megfogalmazás eredetét és a szerzői jogokat jelzi, nem szolgál a cikkben szereplő információk forrásmegjelöléseként.